# Todd O'Brien
Todd O'Brien (New Holland, Pensilvania, 3 de marzo de 1989)  es un  jugador de baloncesto estadounidense de nacionalidad armenia. Con 2.13 de estatura, su puesto natural en la cancha es el de pívot.

## Trayectoria
Durante su etapa universitaria, jugó para los Bucknell Bison en su año de freshman, y para los Saint Joseph's Hawks en sus años como sophomore y júnior. En su año como sénior debía actuar para los UAB Blazers, sin embargo no fue habilitado por la NCAA para disputar la temporada, debido a que la Universidad de San José no había autorizado su transferencia a otra institución, pese a que el atleta había argumentado que su cambio de universidad estaba relacionado a que deseaba estudiar una carrera que no era dictada por la SJU.
A partir de 2012 comenzaría a jugar profesionalmente al baloncesto, luego de firmar un contrato con el BK Jekabpils de Letonia, donde realizaría una buena temporada.
En la siguiente temporada jugaría en la PRO B de Francia, en las filas del Hermine Nantes Atlantique.
En septiembre de 2015 se unió al MKS Dąbrowa Górnicza de la Polska Liga Koszykówki, pero dejó el equipo en noviembre de ese año. Jugó luego en el Al-Arabi de Catar, el Sagesse Beirut de Líbano, y el Al-Hala SC de Baréin.
En septiembre de 2016 fue contratado por el Urartu BC de Armenia para disputar la Superliga de Baloncesto de Rusia. Para que no ocupase un cupo de jugador extranjero, le otorgaron en esa ocasión un pasaporte armenio. De todos modos dejó el equipo a mitad de temporada para retornar al Sagesse Beirut de Líbano y terminó la temporada 2016-17 jugando para el BK Ventspils de la LBL de Letonia.
En 2017 disputó la FIBA Asia Clubs Champions Cup con el Sareyyet Ramala de Palestina.
En noviembre de 2020 se unió al Étoile Sportive du Sahel de Túnez, pero en marzo de 2021 pasó a las filas del Etoile Sportive La Goulette.